# Liste der Naturdenkmale in Hettenhausen
Die Liste der Naturdenkmale in Hettenhausen nennt die im Gemeindegebiet von Hettenhausen ausgewiesenen Naturdenkmale (Stand 23. Mai 2024).

## Naturdenkmale
| Nr.         | Bezeichnung    | Lage           | Beschreibung                       | Bild                                    |
| ----------- | -------------- | -------------- | ---------------------------------- | --------------------------------------- |
| ND-7340-329 | Kastanienallee | Talstraße Lage | Aesculus hippocastanum, neun Bäume | Direkt Bild zu diesem Denkmal hochladen |